# Џексон (Висконсин)
Џексон (енгл. Jackson) град је у америчкој савезној држави Висконсин.

## Демографија
По попису из 2010. године број становника је 6.753, што је 1.815 (36,8%) становника више него 2000. године.
| Група             | 2000.         | 2010.         |
| Белци             | 4.826 (97,7%) | 6.448 (95,5%) |
| Афроамериканци    | 4 (0,1%)      | 32 (0,5%)     |
| Азијати           | 10 (0,2%)     | 46 (0,7%)     |
| Хиспаноамериканци | 61 (1,2%)     | 147 (2,2%)    |
| Укупно            | 4.938         | 6.753         |